# Atlapetes flaviceps
Atlapetes flaviceps là một loài chim trong họ Emberizidae.